# يوسوك كومياما
يوسوك كومياما (باليابانية: 小宮山友祐؛ بالكانا: こみやま ゆうすけ) هو لاعب كرة قدم ياباني، ولد في 22 ديسمبر 1979 في Midori-ku, Sagamihara ‏ في اليابان. شارك مع منتخب اليابان الوطني لكرة قدم الصالات. أما مع النوادي، فقد لعب مع Bardral Urayasu ‏.

## وصلات خارجية
- يوسوك كومياما على موقع الاتحاد الدولي (مؤرشف)  (الإنجليزية)